# Bajč
Bajč (in ungherese Bajcs) è un comune della Slovacchia facente parte del distretto di Komárno, nella regione di Nitra.